# La Chasse au météore (téléfilm)
Pour le livre de Jules Verne, voir La Chasse au météore (livre).
La Chasse au météore est un téléfilm français réalisé par Roger Iglésis d'après le roman éponyme de Jules Verne et diffusé en 1966.

## Synopsis
Deux astronomes amateurs, habitant tous les deux Whaston, découvrent chacun de leur côté le même météore. Aussitôt leur vieille amitié vole en éclats. D'autant que le météore se dirige vers la Terre et, suprême conséquence, il est en or...

## Fiche technique
- Titre : La Chasse au météore
- Réalisation : Roger Iglésis
- Scénario : Youri, d'après le roman de Jules Verne
- Chef opérateur : Jacques Duhamel
- Musique : Henri Betti et Jean-Pierre Landreau
- Décors : François Comtet, Jean Thomen, Maurice Valay
- Costumes : Monique Dunan, Catherine Rebeyrolles
- Son : Christian Lemarchand
- Production : Claude Santelli pour l'ORTF
- Pays :  France
- Durée : 70 minutes (1h10)
- Date de diffusion : 29 décembre 1966

## Distribution
- Philippe Avron : Zéphyrin Xirdal
- Bernard La Jarrige : Dean Forsyth
- François Maistre : Sydney Hudelson
- René Clermont : le juge Proth
- Jacques Debary : Lecœur
- France Delahalle : Madame Hudelson
- Jacques Ciron : Francis
- Sybil Saulnier : Jenny
- Frédéric de Pasquale : Seth Stanfort
- Monique Barbillat : Arcadia Walker
- Laurence Badie : Madame Thibault
- Clément Michu : Omicron
- Jean-Marie Bernicat : Marcel
- José Squinquel : Schnack
- Géo Wallery : l'huissier
- Geno Gil : le journaliste
- Jacques Munier : le directeur
- Joseph Pasteur : le commentateur
- Abel Corty